# 逍遙洞崖墓石刻
逍遙洞崖墓石刻位於四川省內江專區簡陽縣逍遙山，文物遺址年代判定為漢代。1956年8月16日公佈為四川省第一批歷史及革命文物保護單位。
『漢安元年四月十八日會僊友』。左右兩側後刻楷書“東漢仙集”和“題洞天”。刻於四川簡陽縣逍遙山逍遙洞岩壁，宋景德年間發現，1966年，文革工作組組長見群眾時常去逍遙洞求神拜佛，又見漢碑上有「仙友」字樣，派人將漢碑和泥塑神像統統當做「四舊」毀掉了。